# Union de la Hongrie et de la Pologne
1370–1382
1440–1444
Entités précédentes :
- Royaume de Hongrie
- Royaume de Pologne

Entités suivantes :
- Royaume de Hongrie
- Royaume de Pologne

L'union personnelle entre le Royaume de Hongrie et le Royaume de Pologne a été réalisée à deux reprises : sous Louis Ier de Hongrie, en 1370-1382, et sous Ladislas III de Pologne, en 1440-1444. Une union antérieure fut également réalisée par Venceslas III de Bohême pendant quelques mois en 1305, bien qu'il ait rencontré une forte résistance de la part des nobles locaux des deux royaumes, et qu'il ait renoncé à la couronne hongroise peu de temps après.

## Le parti angevin

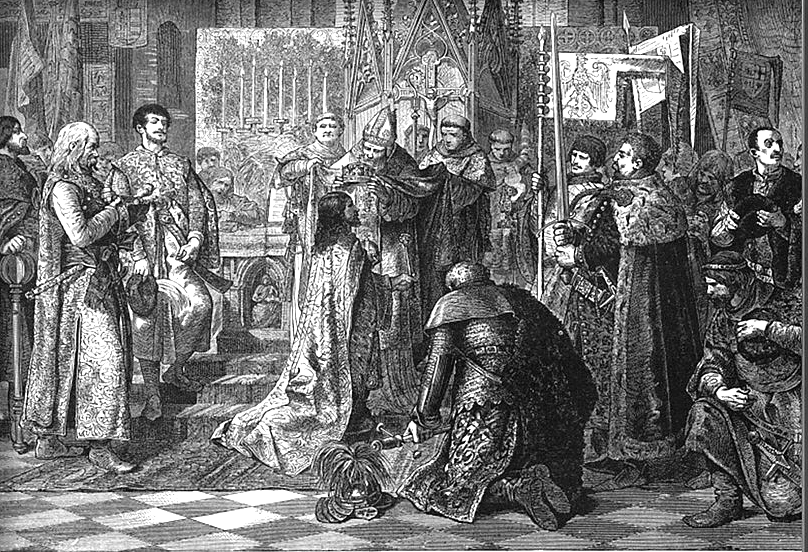
Couronnement de Louis Ier de Hongrie comme roi de Pologne, représentation du XIXe siècle.

La première union eut lieu lorsque le dernier roi Piast de Pologne, Casimir III, désigna son neveu sororal, le roi angevin Louis Ier de Hongrie, comme son héritier présomptif par le Privilège de Buda. À la mort de Casimir, qui n'avait laissé aucun fils légitime, Louis monta sur le trône de Pologne pratiquement sans opposition. La noblesse polonaise accueillit favorablement son accession au trône, estimant à juste titre que Louis serait un roi absent qui ne s'intéresserait pas beaucoup aux affaires polonaises. Il envoya sa mère Élisabeth, sœur de Casimir III, pour gouverner la Pologne en tant que régente. Louis se considérait probablement avant tout comme le roi de Hongrie ; il visita son royaume du nord à trois reprises et y passa quelques mois au total. Des négociations avec la noblesse polonaise avaient fréquemment lieu en Hongrie. Les Hongrois eux-mêmes étaient impopulaires en Pologne, tout comme la mère polonaise du roi qui gouvernait le royaume. En 1376, environ 160 Hongrois de sa suite furent massacrés à Cracovie et la reine retourna en Hongrie, déshonorée. Louis la remplaça par leur parent, Vladislas II d'Opole.
À l’époque romantique, les historiens hongrois ont décrit l’union comme une annexion de la Pologne à la Hongrie. En 1845, Sándor Petőfi écrivait que « les étoiles filantes du nord, de l'est et du sud s'étaient toutes éteintes dans les mers hongroises ». En réalité, l’indépendance de la Pologne est restée largement intacte. Le roi Louis veilla à ce que l’influence hongroise en Pologne ne soit pas plus grande que l’influence polonaise en Hongrie.
Le commerce médiéval entre la Hongrie et la Pologne a atteint son apogée pendant l'union.
L'union s'est dissoute après la mort de Louis en 1382. La szlachta polonaise mécontente exigea que son successeur en Hongrie, Marie, se déplaçât à Cracovie et règnât sur la Hongrie et la Pologne depuis cette ville. La mère de Marie, Élisabeth de Bosnie (veuve de Louis et petite-nièce du père de Casimir III, Ladislas Ier), savait que le manque de partisans rendrait son influence au moins aussi restreinte que celle de sa belle-mère et refusa de déménager. Elle abandonna l'idée de tenter de soumettre la noblesse polonaise par la force et accepta d'envoyer sa plus jeune fille survivante, Hedwige, pour être couronnée comme successeur de Louis en Pologne. 
L’union n’avait donc duré qu’un peu plus d’une décennie et s’est terminée aussi pacifiquement qu’elle avait commencé.

## L'union sous les Jagellons

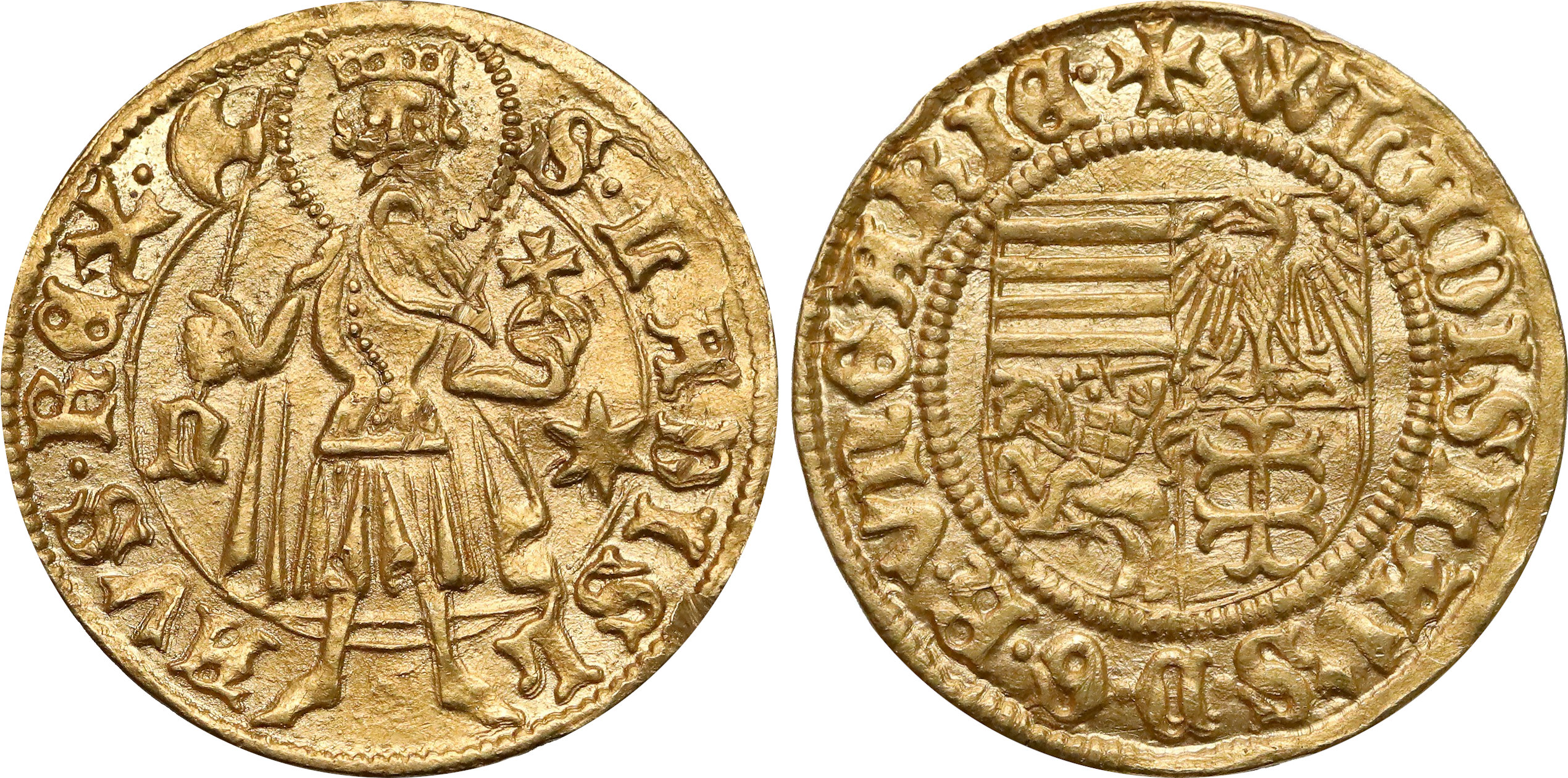
Pièce de monnaie de Ladislas III de Pologne et de Hongrie avec les armoiries polono-hongroises.

À la fin du siècle, Louis n’avait plus de descendants. Marie et Hedwige étaient toutes deux décédées, la première alors qu'elle était enceinte et la seconde peu après avoir donné naissance à une fille morte durant son enfance. En 1440, Vladislas III de Pologne, fils du veuf et successeur d'Edwige, Ladislas II Jagellon, fut élu roi de Hongrie. L'élection fut âprement disputée par Élisabeth de Luxembourg, fille du veuf et successeur de Marie, Sigismond. Une guerre civile de deux ans s'ensuivit, qui prit fin à la mort d'Élisabeth en 1442. La mort de Ladislas lui-même au combat en 1444 mit fin à l'union.